# Дурутеа (община)
Община Дурутеа (на шведски: Dorotea kommun) е разположена в лен Вестерботен, северна Швеция с обща площ 2962 km2 и население 2757 души (към 31 декември 2013). Административен център на община Дурутеа е едноименния град Дурутеа.